# 6581 Соберс
6581 Соберс (6581 Sobers) — астероїд головного поясу, відкритий 22 вересня 1981 року.
Тіссеранів параметр щодо Юпітера — 3,576.